# 金潤美 (足球員)
金潤美（김윤미，1993年7月1日—），北韓女子足球員，司任中場，現效力4.25體育團並且是國家隊成員。

## 生涯
金潤美兒時的夢想是成為藝術體操運動員，但後來因跑步快而被發掘為足球員。據《今日朝鮮》介紹，金潤美於小學三年級時參加運動會的接力賽贏得冠軍後被體育老師看中其能力，而被引荐到體育學校學習足球。後來，她成為國家隊成員，並出戰2013年女子東亞盃，最終贏得冠軍。在翌年的亞運會中，她於決賽中攻入一球，終以3-1擊敗日本贏得金牌。隨後，她還在2017年東亞國家盃中取得4個入球，協助國家隊衛冕並且成為當屆賽事的神射手及最有價值球員。

## 資料來源
1. 1 2 3  "可靠的女足選手" 《今日朝鮮》 2018.04 P.30-31
2. ↑  Match Report 的存檔，存档日期2014-10-06.